# First Sergeant

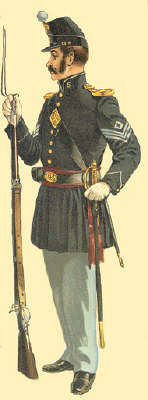
Uniform während des Amerikanischen Bürgerkriegs

Der First Sergeant ist einerseits ein militärischer Dienstgrad in der Unteroffizierslaufbahn englischsprachiger Streitkräfte, andererseits eine Dienststellung in den Streitkräften der Vereinigten Staaten ähnlich dem Kompaniefeldwebel der Bundeswehr.

## Geschichte
Historisch existiert der Rang eines First Sergeant in der Unions-Armee seit 1781, als ein fünfter Sergeant der Unteroffiziersstruktur der Infanterie-Regimenter hinzugefügt wurde. Der Kontinentalkongress von 1776 und 1779 genehmigte drei Sergeanten in jeder Kompanie. Die Sergeanten wurden in der Reihenfolge ihres Dienstalters gezählt und der First Sergeant war zunächst der dienstälteste Sergeant in der Kompanie, jedoch kein eigener Rang.
Im Jahre 1833 wurde der First Sergeant ein eigenständiger Dienstgrad mit einer getrennten Gehaltsstufe, unterhalb des Sergeant Major, jedoch oberhalb des regulären Sergeanten. Wie alle Sergeanten, trug der First Sergeant eine rote Hüftschärpe und ein Unteroffiziersschwert. Seit 1821 wurde die Hüftschärpe jedoch zu seinem Privileg (gemeinsam mit allen anderen höheren Sergeantenrängen), während die niederen Sergenaten nur noch das Schwert tragen durften. Mit Einführung der drei Dienstgradwinkel für Sergeanten 1847 erhielt der First Sergeant die auf einer Spitze stehende Raute als zusätzliches Kennzeichen. 1872 kam die Schärpe der Sergeanten und Offiziere in Fortfall, Generale trugen ihre buff-farbenen (d. h. gelbbraunen) Exemplare noch bis 1917. Das Unteroffiziersschwert entfiel per general orders No. 77, vom 6. August 1875.

## Dienstgrad

### U.S. Army
Der Dienstgrad des First Sergeant der U.S. Army (Abkürzung 1SG) steht auf der gleichen Stufe wie der Master Sergeant, beide haben den NATO-Rangcode OR-8, allerdings haben beide Ränge unterschiedliche Zuständigkeiten. Generell ist der First Sergeant dem Master Sergeant vorgesetzt, dieser kann aber größere militärische Zuständigkeiten besitzen.
Master sergeants werden zu First Sergeants berufen durch Auswahl seitens des Verteidigungsministeriums, während qualifizierte Sergeants First Class abhängig von offenen Stellen befördert werden. Nach der Berufung bzw. Beförderung übernehmen diese die Aufgaben eines First Sergeants, bei Neuzuweisung auf eine andere Dienststellung als die eines First Sergeants kehrt der Soldat zum Rang eines Master Sergeants zurück, falls er nicht gleichzeitig in einen höheren Rang (OR-9) befördert wird.
| Dienstgrad                      |                                |                       |
| niedriger: Sergeant First Class | First Sergeant Master Sergeant | höher: Sergeant Major |

### U.S. Marine Corps

Rangabzeichen des First Sergeant im U.S. Marine Corps

Der Dienstgrad des First Seargeant des United States Marine Corps (Abkürzung 1stSgt) steht ebenfalls auf der gleichen Stufe wie der Master Sergeant (E-8) und hat auch den NATO-Rangcode OR-8. Ähnlich wie bei der U.S. Army haben sie unterschiedliche Zuständigkeiten.
Der First Sergeant trägt Befehlsführungsverantwortung und ist der wichtigste Berater des Chefs einer Kompanie, Batterie oder vergleichbarer Einheiten (entsprechend dem deutschen Kompaniefeldwebel). Dagegen ist der Master Sergeant zuständig für technische Aufgaben in seinem Verantwortungsbereich und übernimmt die fachliche/technische Führungsrolle in verschiedenen Teilen unterhalb der Kompanieebene.
Anders als in der U.S. Army gibt es im Marine Corps keine lateralen Berufungen zwischen Master Sergeant und First Sergeant. Entsprechende Unteroffiziere werden dauerhaft in einen der beiden Dienstgrade befördert und würden für einen Wechsel eine Änderung ihrer Verwendung benötigen.
Vor einer möglichen Beförderung gibt ein Gunnery Sergeant eine der beiden Verwendungsreihen an, die Beförderung in einer der beiden Ränge erfolgt schließlich basierend auf seiner Eignung, vorherigen Aufgabenzuweisungen und den aktuellen Bedürfnissen des Marine Corps.
Während ein First Sergeant im weiteren Karriereverlauf – entsprechende Leistungen vorausgesetzt – zum Sergeant Major befördert wird, führt der Karriereweg des Master Sergeant weiter zum Master Gunnery Sergeant; beide entsprechen der Besoldungs- bzw. Rangstufe E-9/OR-9.
| Dienstgrad                  |                                |                                               |
| niedriger: Gunnery Sergeant | First Sergeant Master Sergeant | höher: Sergeant Major Master Gunnery Sergeant |

## Singapur

Rangabzeichen des First Sergeant der Streitkräfte Singapurs

Der First Sergeant in den Streitkräften Singapurs ist der oberste Rang innerhalb der Dienstgradgruppe der „junior specialists“ mit dem NATO-Rangcode OR-7, oberhalb des Second Sergeants und unterhalb des Staff Sergeants.
In Kampfeinheiten wird der First Sergeant als Stellvertreter eines Zugführers eingesetzt, aber auch als Verantwortlicher für Waffenunterstützungsgruppen.
First sergeants unterstehen dem Company Sergeant Major (entspricht in etwa dem Kompaniefeldwebel) und unterstützen diesen bei der inneren Führung der niederrangigeren Unteroffiziere mit Kommandobefugnis.
| Dienstgrad                 |                |                       |
| niedriger: Second Sergeant | First Sergeant | höher: Staff Sergeant |

## Dienststellung
Als Dienststellung ist der First Sergeant vergleichbar mit dem Kompaniefeldwebel der Bundeswehr. Er ist verantwortlich für die Moral, das Wohlergehen und das Benehmen aller ihm unterstellten Soldaten. Ferner ist er direkter Ansprechpartner des Kompaniechefs in allen Fragen, die die Unteroffiziere und Mannschaften betreffen.
Der First Sergeant ist im Normalfall der dienstälteste Unteroffizier einer Einheit, der direkt dem Einheitskommandeur untersteht, ähnlich dem Kompaniefeldwebel der Bundeswehr in Deutschland.
Zur Abgrenzung führt der First Sergeant die sogenannte französische Raute auf seinem Dienstgradabzeichen.

### U.S. Army
In der U.S. Army übernimmt normalerweise ein Master Sergeant die Dienststellung des First Sergeant, siehe auch den vorangegangenen Abschnitt.

### U.S. Air Force
In der U.S. Air Force übernimmt normalerweise ein Master Sergeant diese Dienststellung, in größeren Einheiten der kann auch ein Senior Master Sergeant oder Chief Master Sergeant als First Sergeant eingesetzt werden, also Soldaten in den Soldstufen E-7 bis E-9.

## Bildergalerie

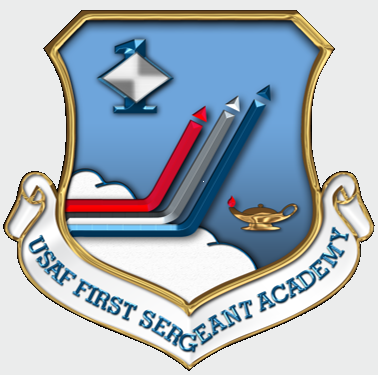
First Sergeant Academy
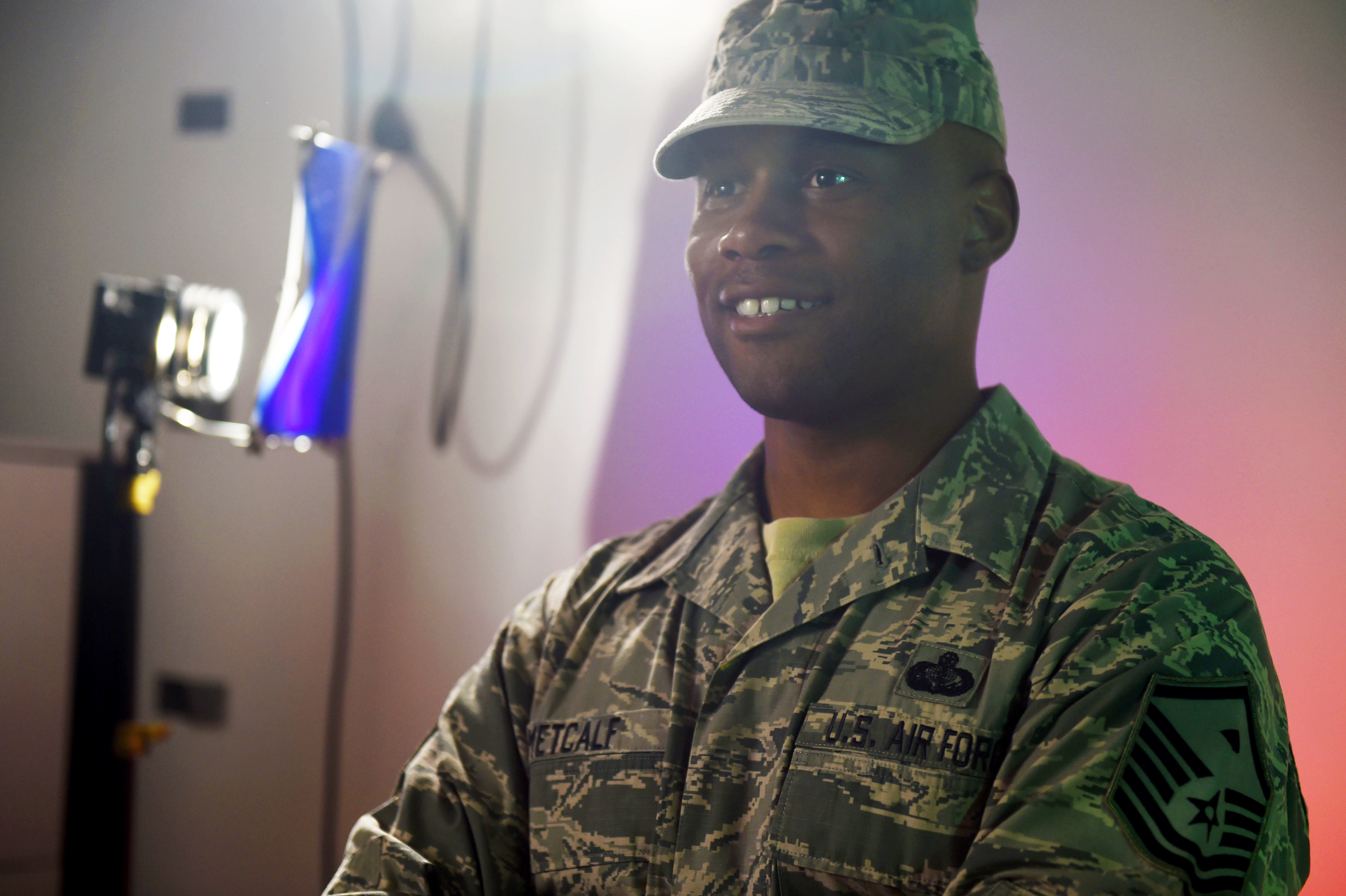
Master Sergeant als First Sergeant
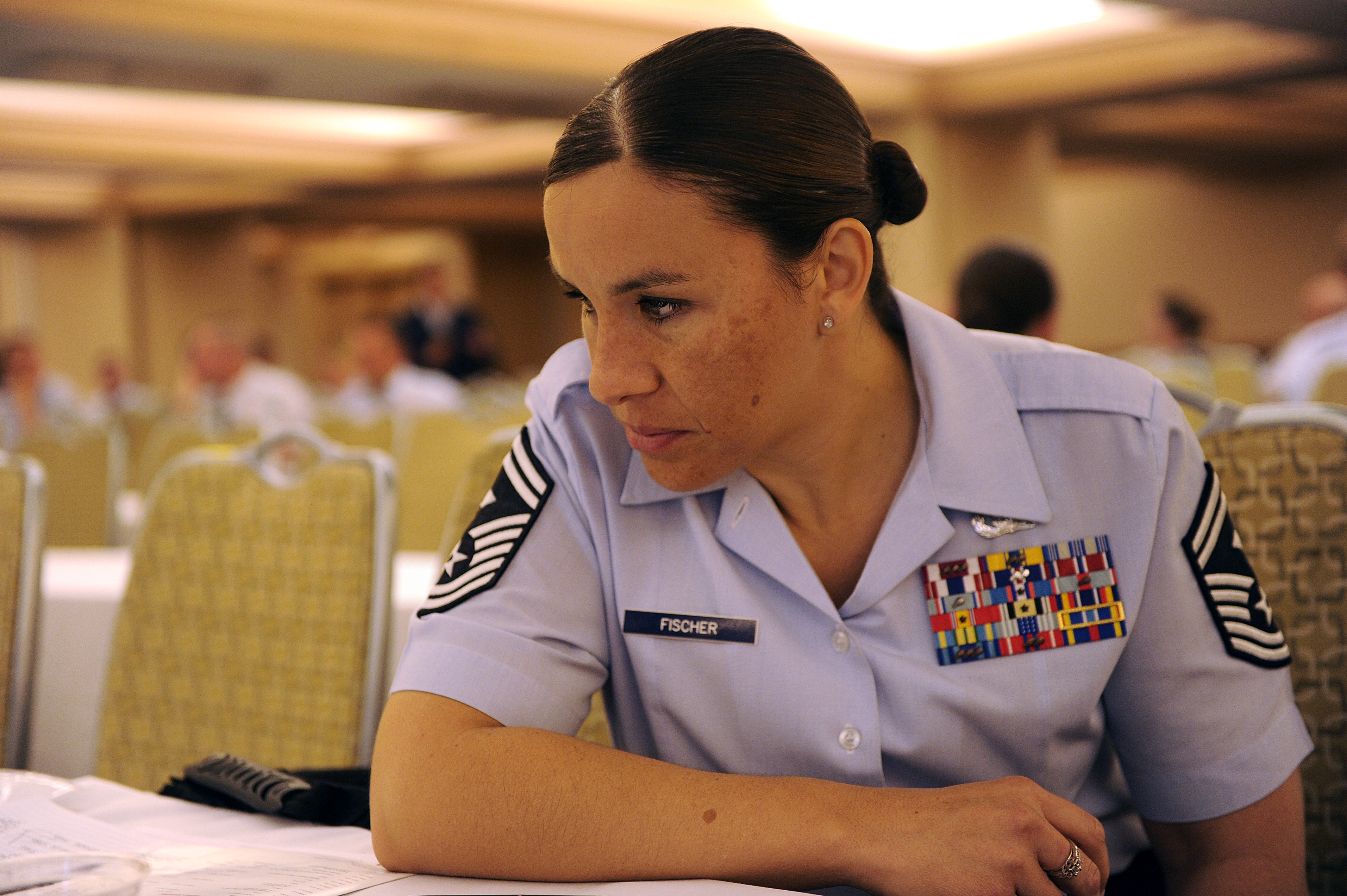
Senior Master Sergeant als First Sergeant
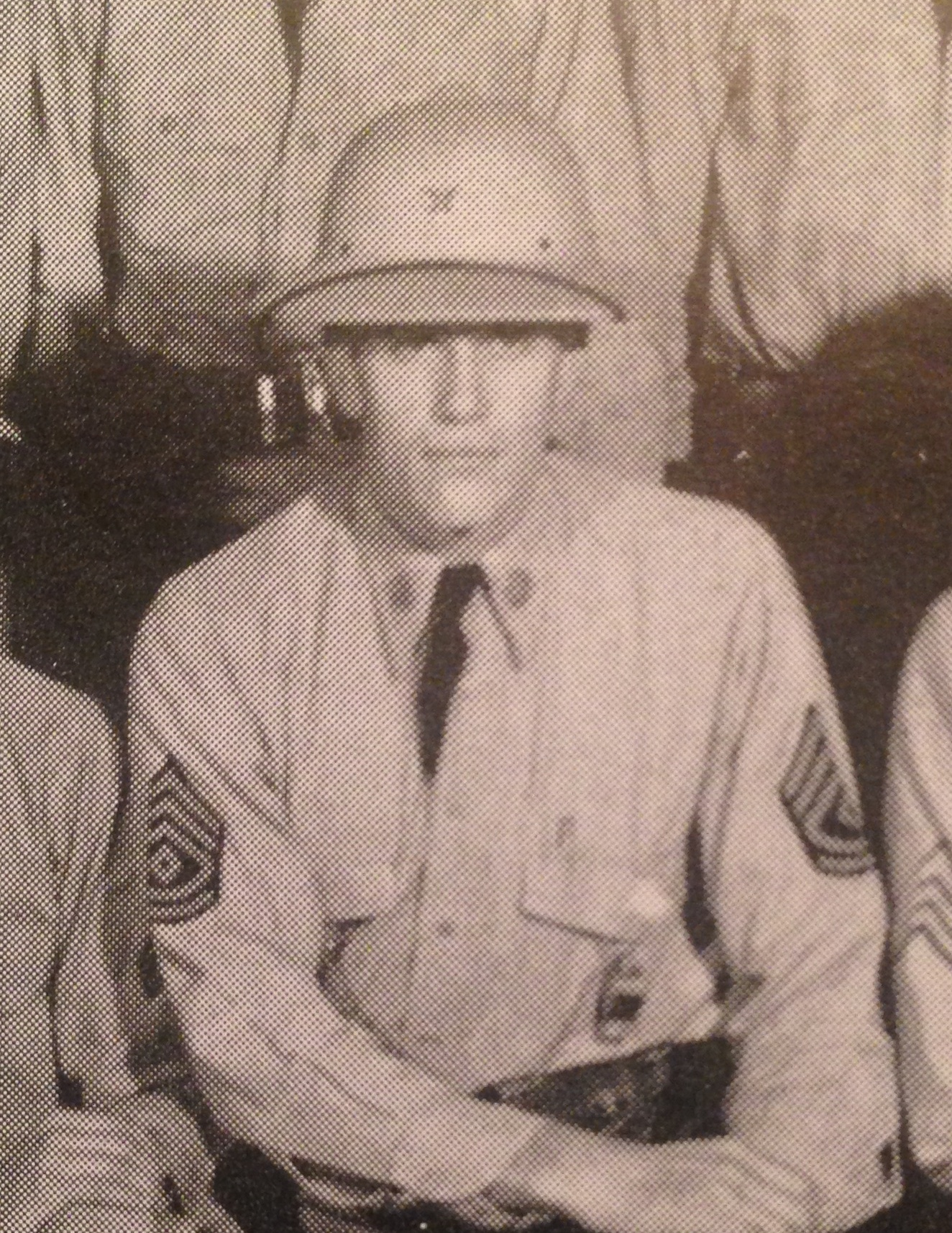
„First Sergeant of Company“, 1939
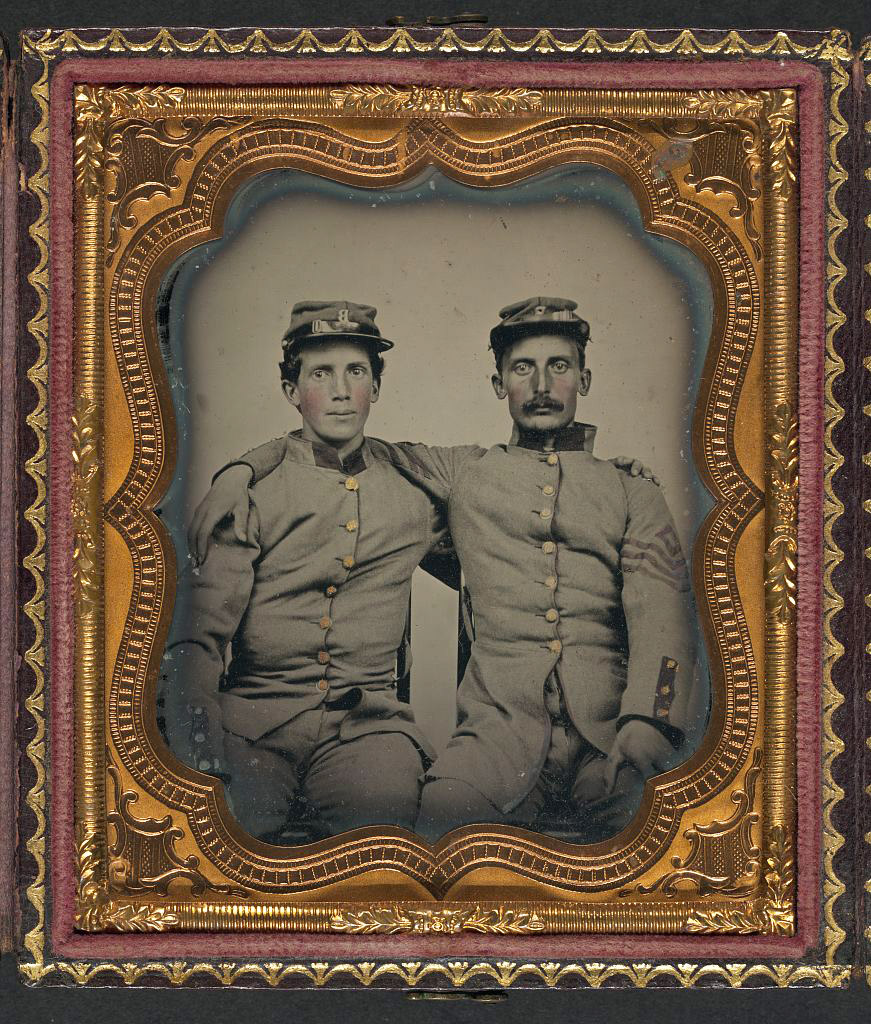
„First Sergeant of Company“, (~1861–1865)